# 王燦
王 燦（ワン・チャン、英語: Wang Chan、朝鮮語: 왕찬、2000年9月7日 - ）は、大韓民国の男子バドミントン選手。

## 経歴
2018年の世界ジュニア選手権の男子ダブルスで銀メダルを獲得。同年のアジアジュニア選手権の混合ダブルスで銀メダルを獲得。
2019年から2020年まで羅星昇とペアを組んで国際大会に出場。混合ダブルスでは申昇瓚とペアを組む。
その後は男子ダブルスでは4歳年上の金榮奕とペアを組む。

### 2023年
7月の韓国オープンでは、2回戦で世界ランク7位の劉雨辰 / 欧烜屹を破り準々決勝に進出するが、梁偉鏗 / 王昶に敗れ敗退した。

### 2025年
3月開催の国内の全国大会で、男子ダブルスで姜敏赫とペアを組み、団体戦種目と個人戦種目の両方で優勝。